# Braslovče
Braslovče là một khu tự quản (tiếng Slovenia: občine, số ít – občina) trong vùng Savinjska của Slovenia. Braslovče có diện tích 54.9 km2, dân số là theo điều tra ngày 31 tháng 3 năm 2002 là 4933 người. Thủ phủ khu tự quản Braslovče đóng tại Braslovce.